# 보스턴 포스트

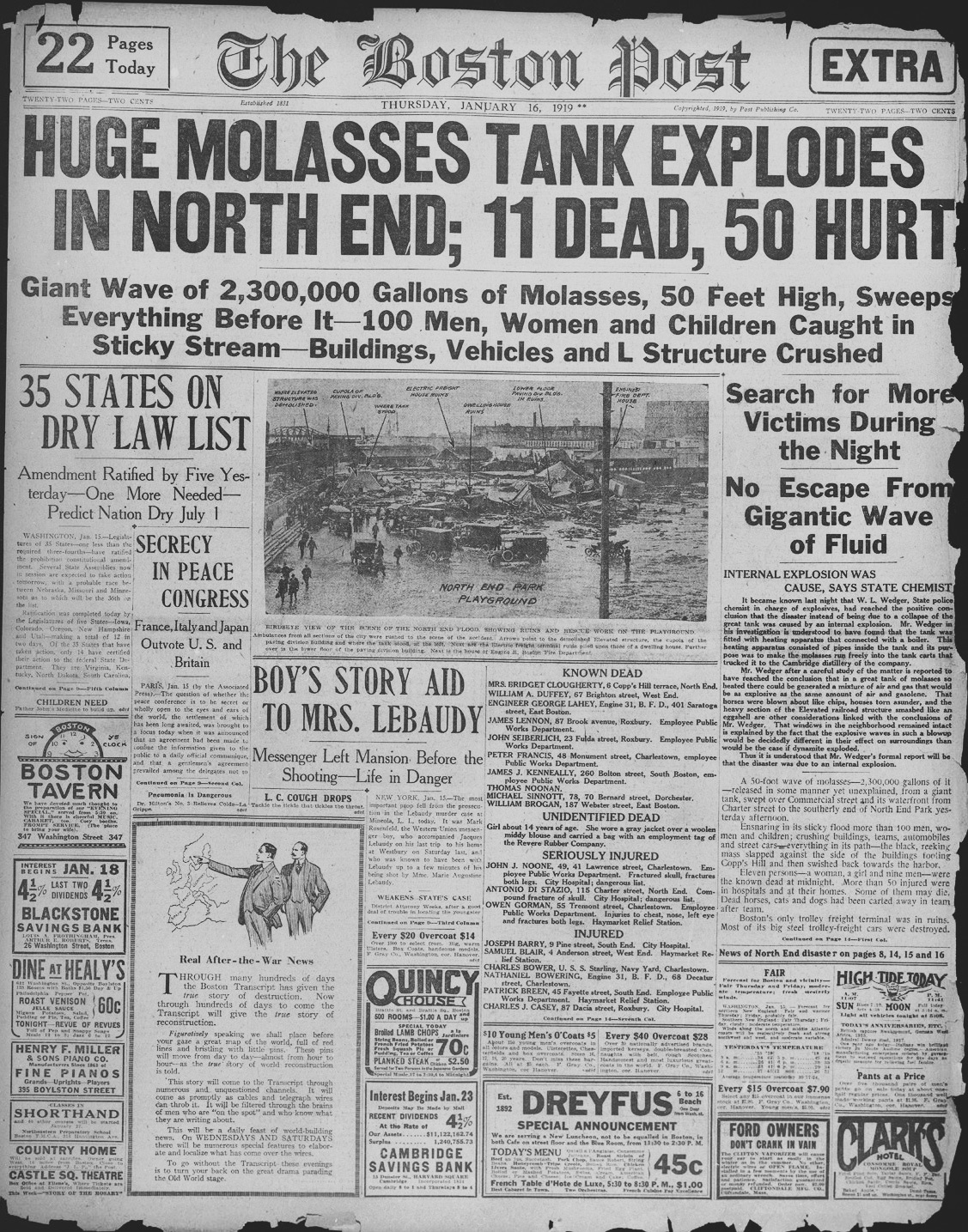
보스턴 포스트

보스턴 포스트(Boston Post)는 1831년부터 1956년까지 존재했던 신문사였다. 1831년 11월 두 사업가인 찰스 그리니와 윌리엄 빌스에 의해 창간됐다. 1891년 에드윈 그로지어가 사들이고 20년 동안 보스턴에서 가장 큰 신문사가 됐다. 1924년 에드윈 그로지어의 사후 아들 리차드 그로지어에게 승계됐다. 1930년대 정점에 이르렀을 때는 판매부수가 백 만 부를 넘기도 했다. 그러나 1940년대부터 몰락했고 1956년 10월 폐간됐다. 한편 1921년 찰스 폰지의 사기 행각을 고발하여 퓰리처상 공공 서비스 부문을 수상하기도 했다.